# Franc Boštjančič
Franc Boštjančič, gospodarstvenik in politik, 19. september 1935, Podgrad, Ilirska Bistrica.
Končal je osnovno šolo v rojstnem kraju ter gimnazijo v Postojni. Po maturi je 1954  nadaljeval študij gozdarstva na Fakulteti za agronomijo, gozdarstvo in veterinarstvo v Ljubljani.  Diplomiral je leta 1961. Po končanem študiju se je najprej zaposlil pri gozdnem gospodarstvu Snežnik, od 1. julija 1963 pa je delal v tovarni pohištva LIPA v Ajdovščini, ter postal 1968 direktor podjetja. V obdobju, ko je tovarno vodil je LIPA postala uspešno slovensko lesno predelovalno podjetje, ki se je uveljavilo tudi na tujih trgih, predvsem v Združenih državah Amerike. Bil je tudi župan občine Ajdovščina in poslanec družbenopolitičnega zbora Socialistične republike Slovenije.